# سدرهای جعبه‌سیگاری
سدرهای جعبه‌سیگاری (نام علمی: Cedrela) نام یک سرده از خانواده زیتون‌تلخیان است.